# Ketamina
La ketamina es un fármaco sintético derivado de la fenciclidina, antagonista del receptor NMDA, que es considerado como droga disociativa con potencial alucinógeno. Está aprobado para su uso como anestésico en humanos y animales. 
Tiene un alto potencial de abuso, por lo cual su comercialización y prescripción es controlado en la mayoría de los países.[cita requerida]
No causa depresión respiratoria significativa y proporciona analgesia potente. También se usa para tratar el dolor crónico, la depresión resistente y la depresión respiratoria inducida por opioides.

## Historia
Sintetizada en 1962 como un agente menos alucinógeno y de efecto más corto que la fenciclidina, la ketamina fue inyectada por primera vez en humanos en 1964 por el Dr. Edward Domino, que la describió como un «anestésico disociativo». Los voluntarios reportaron una sensación de desconexión del entorno, sensación de flotación y falta de sensación en extremidades. La ketamina produce analgesia profunda sin inducir sueño o estado anestésico completo, probablemente debido a la disociación entre los sistemas talamocorticales y límbicos. Aprobada para uso humano en 1970, se utilizó ampliamente en el campo de batalla durante la guerra de Vietnam por sus propiedades simpaticomiméticas y su amplio margen de seguridad.
El abuso de ketamina comenzó en la década de 1970 en la costa oeste de Estados Unidos, inicialmente utilizada como anestésico veterinario. Sin embargo, hacia los años 90, ganó popularidad en las fiestas rave y otros entornos recreativos debido a sus efectos disociativos, induciendo estados de trance y experiencias extracorporales conocidas como «K-hole». A pesar de ser clasificada como un alucinógeno, su uso recreativo se expandió globalmente, especialmente en el Reino Unido, Australia, Hong Kong y China continental, donde su bajo costo y disponibilidad contribuyeron a su popularidad entre jóvenes y adolescentes. 
El impacto social del abuso de ketamina fue significativo, por lo que fue reclasificada cómo sustancia controlada de clase III por la DEA en 1999. En el ámbito médico, el desarrollo de opioides de acción ultracorta como el remifentanilo en la misma década permitió nuevas estrategias anestésicas para reducir el estrés quirúrgico en procedimientos altamente invasivos. No obstante, el uso de opioides en altas dosis conlleva riesgos como la hiperalgesia y la tolerancia aguda, aumentando el riesgo de dolor postoperatorio.
En el siglo XXI, se ha descubierto que la ketamina tiene efectos antidepresivos, ampliando su aplicación más allá de la anestesia. Su perfil de acción beneficiosa, combinado con algunas reacciones adversas manejables, ha llevado a un renovado interés en su uso clínico. La ketamina continúa siendo un fármaco de gran relevancia tanto en la práctica anestésica como en otras áreas de la medicina.

## Farmacología

### Vías de administración
La ketamina se administra como medicamento de forma: 
1. Intravenosa (i.v.)
2. Intramuscular (i.m.)
3. Oral
4. Intrarrectal
5. Intranasal

Estas rutas de administración permiten la flexibilidad en el uso de la ketamina según las necesidades clínicas y las condiciones del paciente.

### Absorción
Intramuscular:
Es utilizada en situaciones de emergencia con pacientes no cooperativos, recién nacidos y niños, tiene una alta biodisponibilidad del 93 %, alcanzando picos de concentración plasmática entre 5 y 30 minutos después de la administración. Sin embargo, estudios han reportado una biodisponibilidad menor en niños (41 %).
Oral:
Por el contrario, la biodisponibilidad oral de la ketamina es limitada, entre 16 % y 29 %, debido al extenso metabolismo hepático de primer paso, con niveles máximos de concentración del fármaco alcanzados entre 20 y 120 minutos. La biodisponibilidad oral de (S)-ketamina es aún menor, del 8 % al 11 %, debido a un mayor metabolismo de primer paso en comparación con la (R,S)-ketamina.
En estudios con ratas, tras la administración oral de (2S,6S)-HNK, se alcanzaron concentraciones plasmáticas máximas a los 0.4 horas, con una biodisponibilidad oral estimada del 46.3 %. En ratones, la biodisponibilidad oral de (2R,6R)-HNK es aproximadamente del 50 % a una dosis de 50 mg/kg. La biodisponibilidad oral de otros metabolitos de la ketamina aún está por determinarse.
Intrarrectal:
Tiene una biodisponibilidad de aproximadamente el 25 %.
Intranasal:
Es una alternativa a la intravenosa debido a su naturaleza menos invasiva, rápida absorción sistémica y falta de metabolismo hepático de primer paso. Presenta una biodisponibilidad de alrededor del 50 %.

### Distribución
La distribución de la ketamina depende de la perfusión de los tejidos; alcanza rápidamente concentraciones  rápidamente más altas en órganos altamente perfundidos como  el cerebro. La unión a proteínas plasmáticas entre el 10 % y el 50 %. El volumen de distribución en estado estacionario (Vd) es de 3–5 l/kg. 
Tras una administración intravenosa de una dosis anestésica de ketamina racémica (2 mg/kg) en humanos, las concentraciones plasmáticas de (S)-ketamina y (R)-ketamina son inicialmente iguales, alcanzando un Cmax de aproximadamente 1800 ng/ml o 7,6 mM. Sin embargo, la administración intravenosa de 1 mg/kg de (S)-ketamina produce concentraciones plasmáticas aún mayores, con un Cmax de aproximadamente 2600 ng/ml o 11 mM. 
En pacientes con depresión bipolar resistente al tratamiento, la administración intravenosa de 0,5 mg/kg de (R,S)-ketamina mostró una proporción de (S)- a (R)-ketamina de 0,84, con concentraciones máximas de ketamina de aproximadamente 177,23 ± 53,8 ng/ml o 0,75 ± 0,23 mM. En estudios con ratones, tanto la (S)- como la (R)-ketamina administradas en dosis subanestésicas (10 mg/kg, intraperitoneal) resultaron en niveles cerebrales similares para ambos enantiómeros, con niveles máximos (Cmax) de 1743 ± 560,6 ng/g o 7,33 ± 2,36 mM para (S)-ketamina y 1886 ± 459,6 ng/ml o 7,93 ± 1,93 mM para (R)-ketamina a los 10 minutos después de la inyección. 

## Metabolismo y Metabolitos

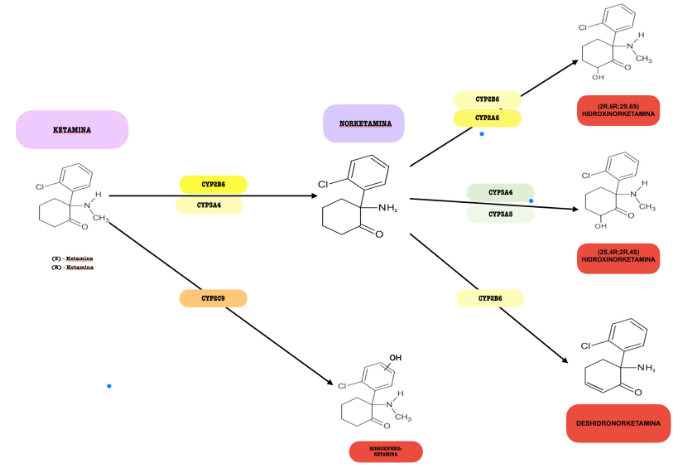
Figura 1. Metabolismo y metabolitos de la Ketamina.

Una vez formada la norketamina, esta se metaboliza a hidroxinorketaminas (HNK) y deshidronorketamina (DHNK). Las HNK se forman mediante la hidroxilación del anillo ciclohexilo de norketamina en varios sitios, con (2R,6R;2S,6S)-HNK y (2S,6R;2R,6S)-HNK siendo los principales HNK circulantes en plasma. La formación de (2R,6R;2S,6S)-HNK es principalmente catalizada por CYP2A6 y CYP2B6, mientras que CYP3A4 y CYP3A5 catalizan la conversión de norketamina a (2S,4R;2R,4S)-HNK. Otro metabolito secundario es DHNK, que se forma principalmente a partir de norketamina a través de la acción de CYP2B6 o a partir de 5-HNK mediante un evento de deshidratación no enzimática. 
Además de las principales vías metabólicas, existen otras vías menores, como la hidroxilación directa de ketamina a 6-hidroxiketamina (HK) y la formación de hidroxifenil-ketamina a través de enzimas monooxigenasas que contienen flavina y CYP2C9. Estos metabolitos pueden desmetilarse aún más para formar HNK correspondientes. Estudios en modelos animales han mostrado que la ketamina y sus metabolitos, como (2R,6R;2S,6S)-HNK, se acumulan rápidamente en el cerebro tras la administración intravenosa. Las concentraciones máximas de estos metabolitos se alcanzan poco después de la administración, sugiriendo una penetración eficiente de la barrera hematoencefálica.

### Excreción
La ketamina y sus metabolitos se eliminan por vía renal. Aproximadamente el 80 % del medicamento se excreta en forma de conjugados lábiles con ácido glucurónico de hidroxiketamina y hidroxinorketamina, los cuales se eliminan por la orina y la bilis. Solo una pequeña proporción se excreta como ketamina (2 %), norketamina (2 %) y deshidronorketamina (16 %).
La vida media de eliminación de la ketamina es de 2 a 4 horas en adultos. En comparación, la norketamina tiene una eliminación más prolongada, con una vida media constante de aproximadamente 120 horas tras cada infusión.
La tasa de depuración total del cuerpo para la ketamina es de 19,1 ml/min/kg para la administración intravenosa y de 23,2 ml/min/kg para la intramuscular. La eliminación de la ketamina se prolonga con la administración repetida, extendiéndose de 48 horas tras la primera infusión a 120 horas después de la segunda y a 264 horas tras la tercera infusión. En niños, la ketamina se elimina aproximadamente el doble de rápido que en adultos,  posiblemente debido a variaciones en el metabolismo enzimático.

## Farmacodinámica

### Mecanismo de Acción

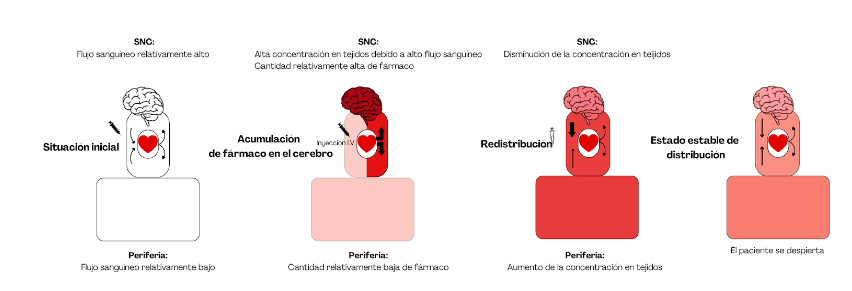
Figura 2. Mecanismo de acción de la Ketamina.

En concentraciones clínicas, la ketamina bloquea los receptores NMDA, lo que reduce las salidas corticales, activa corrientes catiónicas de hiperpolarización (HCN1), y modula los canales iónicos de acetilcolina nicotínicos. También actúa como agonista de los receptores opioides delta y mu, incrementa el sistema GMPc de óxido nítrico, los receptores de glutamato no NMDA (AMPA y mgluR), reduce la neuromodulación colinérgica y aumenta la liberación de dopamina, noradrenalina, neuroesteroides y la actividad de los canales de calcio tipo L. Además, la ketamina limita la actividad de astrocitos y microglía, reduce el dolor neuropático, y aumenta los niveles de BDNF y mTOR en el hipocampo, modificando la cantidad y función de las conexiones sinápticas.

### Efectos farmacológicos
La ketamina fosforila e induce cambios duraderos en la expresión genética y la regulación de proteínas, alterando la de receptores NMDA y la expresión de ARNm en modelos de hiperalgesia. Adicionalmente, limita la activación de células gliales como astrocitos y microglía que podría explicar la  reducción del dolor neuropático. La ketamina también aumenta las concentraciones de BDNF y mTOR en el hipocampo, resultando en modificaciones en el número y la función de las conexiones sinápticas. Una representación gráfica de estos efectos destaca la amplitud y la complejidad de las acciones de la ketamina, subrayando su potencial terapéutico en diversas condiciones clínicas.

### Interacciones
A continuación se pueden observar las interacciones más importantes:
| Fármaco            | Resultados de la interacción |
| Azelastina (nasal) | Farmacodinamia Efecto: Riesgo potencial de mayor depresión del sistema nervioso central Importancia: Se debe evitar el uso concomitante, y se debe eliminar de la prescripción médica. Mecanismo: posible sinergismos de depresores del sistema nervioso central                |
| Bromperidol        | Farmacodinamia Efecto: Riesgo potencial de mayor depresión del sistema nervioso central Importancia: Se debe evitar el uso concomitante, y se debe eliminar de la prescripción médica. Mecanismo: posible sinergismos de depresores del sistema nervioso central                |
| Flunarizina        | Farmacodinamia Efecto: Riesgo potencial de mayor depresión del sistema nervioso central Importancia: Se debe evitar el uso concomitante, y se debe eliminar de la prescripción médica. Mecanismo: El mecanismo de esta interacción son los efectos depresores aditivos del SNC. |

## Uso clínico

### Anestésico
La ketamina induce anestesia disociativa en animales y humanos, caracterizada por catatonia, catalepsia y amnesia, sin pérdida total de la conciencia. Esta forma de anestesia se logra en humanos con dosis de ketamina entre 1 y 2 mg/kg administradas por vía intravenosa (i.v.) o 4-11 mg/kg por vía intramuscular (i.m.). Las concentraciones plasmáticas máximas necesarias para inducir anestesia disociativa son de aproximadamente 1200-2400 ng/ml. La concentración plasmática promedio en estado estacionario requerida para lograr la anestesia con ketamina es de 2200 ng/ml. La administración oral o intrarrectal de  ketamina también es suficiente para inducir sedación o anestesia general en humanos. El despertar de la anestesia inducida por ketamina ocurre en concentraciones plasmáticas entre 640 y 1100 ng/ml. Estudios han demostrado que la mezcla racémica de ketamina administrada por infusión i.v. puede inducir anestesia general en adultos sanos, con tiempos de recuperación variando entre 11 minutos para abrir los ojos y aproximadamente 45 minutos para recuperar la orientación completa. 
La ketamina intranasal en dosis de 3 a 9 mg/kg induce sedación en pacientes, y la (S)-ketamina se reporta como dos veces más potente que la mezcla racémica y aproximadamente tres veces más potente que la (R)-ketamina.

### Analgésico
La ketamina, utilizada inicialmente en procedimientos oftalmológicos pediátricos, ofrece una analgesia similar a los opioides pero con menos efectos depresivos respiratorios. Es efectiva en el tratamiento del dolor en fracturas, quemaduras y amputaciones traumáticas, con concentraciones plasmáticas de 70 a 160 ng/ml. Se utiliza como analgésico intravenoso para reducir el dolor postoperatorio crónico y agudo, logrando analgesia adecuada con dosis subanestésicas tan bajas como 0.15 a 0.25 mg/kg i.v. o 0.5-1 mg/kg i.m. También se han observado efectos analgésicos con la administración oral, intranasal, transdérmica, subcutánea y rectal de ketamina. 
La administración continua de dosis subanestésicas de ketamina ha mostrado ser eficaz en el tratamiento del síndrome de dolor regional complejo (SDRC). La (S)-ketamina intranasal es particularmente útil en contextos prehospitalarios donde la administración intravenosa es difícil, reduciendo las puntuaciones de dolor rápidamente. 

### Antidepresivo
Las propiedades antidepresivas de la ketamina se descubrieron ya en la década de 1970, mostrando efectos similares a los de los antidepresivos clásicos en estudios preclínicos con roedores. En humanos, los primeros indicios de sus efectos antidepresivos se observaron en 1973, donde dosis subanestésicas de ketamina intravenosa facilitaron la psicoterapia en pacientes psiquiátricos hospitalizados. El primer estudio controlado con placebo que sugirió la eficacia antidepresiva de la ketamina se informó en 2000, demostrando una respuesta rápida y sólida en pacientes con depresión, efecto que se ha replicado en múltiples ensayos clínicos.
La ketamina administrada por vía intravenosa e intranasal ha mostrado eficacia en síntomas depresivos en pacientes con trastornos bipolar del afecto y en la reducción de la ideación suicida y la anhedonia. La (S)-ketamina, ha sido particularmente eficaz. La dosis subanestésica más utilizada es de 0,5 mg/kg, resultando en una concentración plasmática máxima de aproximadamente 185 ng/ml. Hay evidencia de que dosis tan bajas como 0,1 mg/kg pueden ser efectivas. 

## Efectos adversos
A continuación se estipulan algunas de los efectos adversos  
| Sistema Implicado        | Grupo CIOSM                 | Tipo de reacción |
| ------------------------ | --------------------------- | --- |
| Sistema nervioso central | Muy frecuentes (10 % o más) | salida prolongada de la anestesia, agitación, confusión, delirio, estado de ensueño, excitación, alucinaciones, comportamiento irracional, imágenes vividas, farmacodependencia, aumento de la presión del líquido cefalorraquídeo síndrome de abstinencia |
| Cardiovascular           | Frecuentes (1-10 %)         | arritmia cardiaca, descompensación cardiaca, aumento de la frecuencia cardiaca, aumento de la presión arterial |
| Gastrointestinal         | Infrecuentes (0.1-1 %)      | náuseas, anorexia, vómitos y colangitis |
| Oftálmico                | Infrecuentes (0.1-1 %)      | diplopía, aumento de la presión intraocular, trastorno del nistagmo |
| Genitourinario           | Infrecuentes (0.1-1 %)      | Disfunción de la vejiga, cistitis, disuria, hematuria, nicturia, aumenta de la frecuencia urinaria, incontinencia, urgencia, hidronefrosis |
| Hepático                 | Infrecuentes (0.1-1 %)      | Cirrosis hepática, aumento de alanina aminotransferasa séricas, aumento de bilirrubina sérica, ictericia, función hepatobiliar anormal. |
| Hipersensibilidad        | Infrecuentes (0.1-1 %)      | Anafilaxia |
| Endocrino y metabólico   | Infrecuentes (0.1-1 %)      | Diabetes insípida central |
| Local                    | Infrecuentes (0.1-1 %)      | Dolor y erupción en el lugar de la inyección |
| Respiratorio             | frecuencia no reportada     | apnea, depresión del centro respiratorio, obstrucción de las vías de los bronquios |

### Contraindicaciones
Uso de Ketamina durante el embarazo
La ketamina atraviesa la placenta y produce aumentos dosis-dependientes en las contracciones uterinas, con efectos más pronunciados en el primer trimestre del embarazo. Grandes dosis administradas durante el parto pueden llevar a depresión neonatal y disminución de las puntuaciones de Apgar, además de aumentar los niveles de bilirrubina sérica. Se ha observado hipotonía en recién nacidos tras el abuso materno de ketamina. El uso repetido o prolongado de ketamina podría afectar el desarrollo cerebral según estudios en animales. Aunque no se recomienda para utilización obstétrico, se ha evaluado para anestesia durante el parto por cesárea y como analgésico complementario. El Colegio Estadounidense de Obstetras y Ginecólogos aconseja no retrasar cirugías médicamente necesarias durante el embarazo, pero posponer las electivas hasta después del parto. Las condiciones de salud mental no tratadas pueden resultar en complicaciones durante el embarazo, y la gestión de la depresión debe hacerse de manera conjunta entre médico y paciente.
Consideraciones sobre la lactancia materna
La ketamina y sus metabolitos están presentes en la leche materna. Se ha encontrado ketamina en la leche materna tras infusiones intermitentes para el tratamiento de la depresión, con concentraciones máximas una hora después de la administración. Las dosis infantiles relativas de ketamina a través de la leche materna son muy bajas. En general, la lactancia materna es aceptable cuando la dosis infantil relativa de un medicamento es menor al 10 %. No se observaron eventos adversos significativos en lactantes cuyas madres recibieron ketamina como anestésico. Se recomienda posponer cirugías electivas hasta establecer el suministro de leche. La lactancia puede reanudarse una vez que la madre esté estable y alerta tras la administración de pequeñas dosis de ketamina durante el parto por cesárea. Las pacientes tratadas eficazmente por depresión durante el embarazo pueden continuar con su medicación después del parto, considerando la presencia y concentración del fármaco en la leche materna.
Se contraindica también en las siguientes situaciones: Hipersensibilidad a la ketamina o cualquier componente de la formulación; Condiciones en las que un aumento de la presión arterial sería peligroso, bebés < 3 meses de edad; esquizofrenia conocida o sospechada (incluso si actualmente está estable o controlada con medicamentos), antecedente de accidente cerebrovascular; falla cardíaca descompensada; Cirugía de vías aéreas, a menos que se usen relajantes musculares(colocar el enlace) adecuados. 

### Sobredosis
una revisión sistemática sobre la seguridad de la ketamina y sus análogos, documentó 138 casos de muerte, asociados principalmente con el policonsumo de drogas, y 312 casos de sobredosis. En entornos clínicos, se informó de 73 muertes no atribuidas a la intoxicación por ketamina, relacionadas con errores en la administración del fármaco, mientras que las sobredosis se manejaron con benzodiazepinas y tiempo. 

### Presentaciones
Es una solución inyectable debido a que todas sus vías de administración son parenterales. Se debe conservar en lugares secos y a una temperatura ambiente 
| Nombre   | Forma farmacéutica            | Presentación                                       |
| -------- | ----------------------------- | -------------------------------------------------- |
| Ketamina | Solución inyectable I.M o I.V | 500 mg/10 ml caja con un frasco ámpula con 10 ml   |
| Ketamina | Solución inyectable           | 500 mg/ 10 ml envase con un frasco ámpula de 10 ml |

## Uso veterinario
La ketamina ha consolidado su posición en la práctica clínica veterinaria debido a su destacada seguridad y múltiples aplicaciones. Con más de 35 años de experiencia, sigue revelando nuevos beneficios en este campo. A diferencia de algunos anestésicos generales que cayeron en desuso, la ketamina se ha mantenido relevante y es ampliamente utilizada en situaciones clínicas específicas. En medicina veterinaria, se emplea como agente inductor de anestesia general en equinos, comúnmente junto con agonistas α2 en la premedicación para lograr una anestesia intravenosa total. También se utiliza en combinación con guaifenesina y xilacina en un «coctel» para este propósito. Además, la ketamina se ha aplicado por vía epidural en perros y caballos, mostrando efectos analgésicos significativos con dosis específicas. Por ejemplo, estudios han demostrado que dosis de 0,5 a 2 mg/kg de ketamina epidural en caballos pueden proporcionar períodos de analgesia perineal de hasta 75 minutos, con mínimos efectos adversos cardiorespiratorios. Aunque la ketamina epidural ha sido utilizada en medicina humana desde hace años, su aplicación en veterinaria está siendo explorada más recientemente, con estudios que sugieren su potencial efectividad analgésica en procedimientos quirúrgicos. Mientras tanto, la ketamina ha sido fundamental en la captura y transporte de animales salvajes y en el manejo de especies de laboratorio, beneficiándose de su excepcional perfil de seguridad en mamíferos. 

## Otros usos

### Uso recreativo
El uso recreativo de ketamina demuestra una relación dosis-efecto lineal, que va desde la ideación referencial y la disociación hasta experiencias psicóticas, como sentir ligereza, distorsión corporal, pérdida de la noción del tiempo, unidad cósmica y experiencias fuera del cuerpo, conocidas como “K-hole”. Según los resultados de un estudio sobre las experiencias de iniciación y los efectos positivos y negativos de la ketamina en consumidores recreativos, los aspectos más atractivos incluyen la sensación de «fundirse con el entorno», alucinaciones visuales, experiencias fuera del cuerpo y risa incontrolable, mientras que los efectos negativos incluyen pérdida de memoria y disminución de la sociabilidad. Los usuarios también pueden experimentar un estado de desapego del entorno físico, perdiendo la noción del tiempo, espacio y equilibrio, así como habilidades verbales.
Además, la ketamina es un fármaco potencialmente letal, presenta un potencial de abuso debido a sus efectos psicomiméticos, principalmente dopaminérgicos, que pueden llevar incluso a trastornos psicóticos. Los efectos secundarios comunes incluyen mareos, visión borrosa, dolor de cabeza y náuseas, generalmente transitorios. El uso crónico y de altas dosis puede llevar a la «cistitis de ketamina» y otros problemas urinarios. La ketamina también ha sido asociada con cambios en la cognición y memoria, aunque dosis subanestésicas podrían tener efectos neuroprotectores.
En 2019, la FDA aprobó la esketamina en forma de aerosol nasal para adultos con depresión resistente al tratamiento o trastorno depresivo mayor con ideación suicida. Debido a efectos secundarios como sedación y disociación, el medicamento se distribuye solo a través de establecimientos estrictamente regulados, limitando su uso generalizado y su desviación al mercado ilícito. La ketamina, con potencial de abuso, podría no ser recomendada para personas con trastornos comórbidos por uso de sustancias o trastornos de personalidad, y su abuso puede no detectarse fácilmente mediante pruebas de toxicología estándar. No se recomienda su uso junto con alcohol, benzodiacepinas, oxibato de sodio o Ȗ-butirolactona debido al riesgo de ataxia y sedación. No hay un antídoto específico para la sobredosis de ketamina; se emplea terapia de soporte y se ha investigado el uso de antagonistas opioides como naloxona para mitigar los efectos disociativos. Aunque se ha observado efectos antidepresivos y antisuicidas de la ketamina, se necesitan más estudios para comparar directamente su eficacia con otras opciones terapéuticas estándar como litio, clozapina o terapia electroconvulsiva.

## Ketamina frente a terapia electroconvulsiva
En un análisis exhaustivo que incluyó datos de cinco ensayos clínicos controlados aleatorizados con un total de 182 individuos deprimidos, tanto con depresión unipolar como bipolar, se evaluó la eficacia de la ketamina como agente coadyuvante en la terapia electroconvulsiva (ECT). Los resultados sugieren que, a pesar de prolongar la duración de las convulsiones inducidas por ECT, la ketamina no mostró ser efectiva en mejorar la respuesta clínica ni en lograr la remisión de los síntomas depresivos. Además, se observó un aumento en la incidencia de eventos adversos como confusión, desorientación y delirio en los pacientes tratados con ketamina, con una tasa de número necesario a tratar (NNH) de 3 para estos efectos adversos. Estos hallazgos son contrarios a la evidencia previa que sugiere un potencial beneficio de la ketamina como tratamiento innovador para la depresión.
Por otro lado, estudios previos habían sugerido una posible sinergia entre la ketamina y la ECT, inicialmente observando mejoras temporales en los síntomas depresivos después de una sola sesión de ECT con ketamina. Sin embargo, esta mejora demostró ser transitoria, y los pacientes eventualmente requirieron sesiones adicionales de ECT durante su hospitalización. Aunque persisten algunas investigaciones sobre la dosificación óptima y los posibles mecanismos sinérgicos entre la ketamina y la ECT, los resultados actuales subrayan la necesidad de ensayos controlados adicionales para determinar claramente el papel de la ketamina como coadyuvante en pacientes no respondedores a ECT o aquellos con parámetros de estimulación ECT inadecuados.